# Temps mort (album)
Pour les articles homonymes, voir Temps mort (homonymie).
Albums de Booba
Mauvais Œil
(2000) Panthéon
(2004)
Singles
1. Repose en paix
Sortie : 23 novembre 2001
2. Strass et paillettes (feat. Ali)
Sortie : 1er juillet 2002
3. Destinée (feat. Kayna Samet)
Sortie : 30 septembre 2002

Temps mort est le premier album studio solo du rappeur français Booba, sorti le 22 janvier 2002 sur le label 45 Scientific.
La production de cet album a été assurée par Booba lui-même à partir de son label 45 Scientific, en distribution avec la major BMG.
Il existe trois pochettes différentes.
En quelques mois, après la sortie officielle de l'album, une réédition sort avec 2 nouveaux morceaux : le fameux Destinée en feat avec Kayna Samet et le deuxième morceau intitulé Inédit tout simplement.

## Clips vidéos
- Repose en paix
- Strass et paillettes (featuring Ali)

## Réception

### Ventes
En quelques mois après sa sortie, l'album s'est vendu à 100 000 exemplaires, et est certifié disque d'or. En comptant la réédition, l'album se vendra à 160 000 exemplaires.

### Accueil critique
L'album est aujourd'hui considéré comme l'un des plus grands albums de l'histoire du rap français. Notamment, le site spécialisé « Le Rap en France » le classe deuxième de la décennie 2000, derrière Mauvais Œil, de Lunatic.

## Liste des pistes (Version originale)
| 1.    | Temps mort                                        | Fred "Le Magicien" Dudouet    | 2:24 |
| 2.    | Indépendants                                      | Géraldo                       | 3:53 |
| 3.    | Écoute bien                                       | Fred "Le Magicien" Dudouet    | 4:32 |
| 4.    | Ma définition                                     | Fred "Le Magicien" Dudouet    | 3:36 |
| 5.    | Jusqu'ici tout va bien                            | Fred "Le Magicien" Dudouet    | 4:48 |
| 6.    | Repose en paix                                    | Clément Dumoulin (Animalsons) | 2:52 |
| 7.    | Le bitume avec une plume                          | Marc Jouanneaux (Animalsons)  | 4:44 |
| 8.    | Animals (featuring LIM et Moussa)                 | Fred "Le Magicien" Dudouet    | 4:36 |
| 9.    | Sans ratures (featuring Nessbeal)                 | Julien Dicano                 | 4:36 |
| 10.   | 100-8 Zoo (featuring Malekal Morte et Sir Doum's) | Marc Jouanneaux (Animalsons)  | 6:42 |
| 11.   | On m'a dit                                        | Animalsons                    | 4:15 |
| 12.   | Nouvelle école (featuring Mala)                   | Full Moon                     | 4:13 |
| 13.   | De mauvais augure                                 | Fred "Le Magicien" Dudouet    | 3:34 |
| 14.   | Strass et paillettes (featuring Ali)              | Animalsons                    | 4:49 |
| 57:42 |                                                   |                               |      |

## Version vinyle
| Face A | Face A        | Face A                     | Face A | Face A | Face A | Face A | Face A | Face A | Face A |
| No     | Titre         | Compositeur                | Durée  |        |        |        |        |        |        |
| ------ | ------------- | -------------------------- | ------ | ------ | ------ | ------ | ------ | ------ | ------ |
| 1.     | Temps mort    | Fred "Le Magicien" Dudouet | 2:24   |        |        |        |        |        |        |
| 2.     | Indépendants  | Géraldo                    | 3:53   |        |        |        |        |        |        |
| 3.     | Écoute bien   | Fred "Le Magicien" Dudouet | 4:32   |        |        |        |        |        |        |
| 4.     | Ma définition | Fred "Le Magicien" Dudouet | 3:36   |        |        |        |        |        |        |
| 14:24  |               |                            |        |        |        |        |        |        |        |

| Face B | Face B                   | Face B                        | Face B | Face B | Face B | Face B | Face B | Face B | Face B |
| No     | Titre                    | Compositeur                   | Durée  |        |        |        |        |        |        |
| ------ | ------------------------ | ----------------------------- | ------ | ------ | ------ | ------ | ------ | ------ | ------ |
| 1.     | Jusqu'ici tout va bien   | Fred "Le Magicien" Dudouet    | 4:48   |        |        |        |        |        |        |
| 2.     | Repose en paix           | Clément Dumoulin (Animalsons) | 2:52   |        |        |        |        |        |        |
| 3.     | Le bitume avec une plume | Marc Jouanneaux (Animalsons)  | 4:44   |        |        |        |        |        |        |
| 12:24  |                          |                               |        |        |        |        |        |        |        |

| Face C | Face C                                            | Face C                       | Face C | Face C | Face C | Face C | Face C | Face C | Face C |
| No     | Titre                                             | Compositeur                  | Durée  |        |        |        |        |        |        |
| ------ | ------------------------------------------------- | ---------------------------- | ------ | ------ | ------ | ------ | ------ | ------ | ------ |
| 1.     | Animals (featuring LIM et Moussa)                 | Fred "Le Magicien" Dudouet   | 4:36   |        |        |        |        |        |        |
| 2.     | Sans ratures (featuring Nessbeal)                 | Julien Dicano                | 4:36   |        |        |        |        |        |        |
| 3.     | 100-8 Zoo (featuring Malekal Morte et Sir Doum's) | Marc Jouanneaux (Animalsons) | 4:34   |        |        |        |        |        |        |
| 13:46  |                                                   |                              |        |        |        |        |        |        |        |

| Face D | Face D                          | Face D                     | Face D | Face D | Face D | Face D | Face D | Face D | Face D |
| No     | Titre                           | Compositeur                | Durée  |        |        |        |        |        |        |
| ------ | ------------------------------- | -------------------------- | ------ | ------ | ------ | ------ | ------ | ------ | ------ |
| 1.     | On m'a dit                      | Animalsons                 | 4:15   |        |        |        |        |        |        |
| 2.     | Nouvelle école (featuring Mala) | Full Moon                  | 4:13   |        |        |        |        |        |        |
| 3.     | De mauvais augure               | Fred "Le Magicien" Dudouet | 3:34   |        |        |        |        |        |        |
| 12:01  |                                 |                            |        |        |        |        |        |        |        |

## Réédition (Sortie le 15 novembre 2002)
| No  | Titre                                             | Compositeur                   | Durée |
| --- | ------------------------------------------------- | ----------------------------- | ----- |
| 1.  | Temps mort                                        | Fred "Le Magicien" Dudouet    | 2:24  |
| 2.  | Indépendants                                      | Géraldo                       | 3:53  |
| 3.  | Ecoute bien                                       | Fred "Le Magicien" Dudouet    | 4:32  |
| 4.  | Ma définition                                     | Fred "Le Magicien" Dudouet    | 3:36  |
| 5.  | Jusqu'ici tout va bien                            | Fred "Le Magicien" Dudouet    | 4:48  |
| 6.  | Repose en paix                                    | Clément Dumoulin (Animalsons) | 2:52  |
| 7.  | Le bitume avec une plume                          | Marc Jouanneaux (Animalsons)  | 4:44  |
| 8.  | Animals (featuring LIM et Moussa)                 | Fred "Le Magicien" Dudouet    | 4:36  |
| 9.  | Sans ratures (featuring Nessbeal)                 | Julien Dicano                 | 4:36  |
| 10. | Interlude                                         | Fred "Le Magicien" Dudouet    | 2:07  |
| 11. | 100-8 Zoo (featuring Malekal Morte et Sir Doum's) | Marc Jouanneaux (Animalsons)  | 4:34  |
| 12. | On m'a dit                                        | Animalsons                    | 4:15  |
| 13. | Nouvelle école (featuring Mala)                   | Full Moon                     | 4:13  |
| 14. | De mauvais augure                                 | Fred "Le Magicien" Dudouet    | 3:34  |
| 15. | Strass et paillettes (featuring Ali)              | Animalsons                    | 4:49  |

| 16. | Destinée (featuring Kayna Samet) | Animalsons | 5:12 |
| 17. | Inédit                           | Animalsons | 3:57 |

## Samples utilisés
| Indépendants             | Trevor Rabin, Hunting in packs; Morceau issu de la B.O du film de requins Peur bleue, réalisé par Renny Harlin.                                      |
| Écoute bien              | Shigeru Umebayashi, Yumeji's Theme; Morceau issu de la B.O du film de Seijun Suzuki, Yumeji, retraçant la vie de l'artiste japonais Yumeji Takehisa. |
| Ma définition            | Gregor Narholz, Love and Understanding |
| Jusqu'ici tout va bien   | Mike Oldfield, The Inner Child |
| Repose en paix           | Eleanor Rigby, Vanilla Fudge; Reprise de la chanson du même nom des Beatles.                                                                         |
| Le Bitume avec une plume | -Renaud, Mistral gagnant -Skull Snaps, It's a New Day -Lunatic, HLM 3                                                                                |
| Interlude                | Felix Slatkin, Love Theme; Variation sur l'un des morceaux de la B.O du péplum biblique La Tunique, composée par Alfred Newman.                      |
| De mauvais augure        | Pink Floyd, Cirrus Minor; Morceau issu de la B.O du film de Barbet Schroeder, More, entièrement composée par les membres du groupe.                  |
| Strass et paillettes     | Mandrill, Children of the Sun |

| Classement (2002)            | Meilleure position |
| ---------------------------- | ------------------ |
| Belgique (Wallonie Ultratop) | 41                 |
| France (SNEP)                | 2                  |

## Certifications
| Pays          | Certifications | Ventes     | Ventes  |
| Pays          | Certifications | Certifiées | Totales |
| ------------- | -------------- | ---------- | ------- |
| France (SNEP) | Or             | 100 000    | 160 000 |